# Cartago (Colombia)
Cartago è un comune della Colombia facente parte del dipartimento di Valle del Cauca. 
L'abitato venne fondato da Jorge Robledo nel 1540.